# Districte de West Dinajpur
El districte de West Dinajpur  (bengalí পশ্চিম দিনাজপুর জেলা) fou un antic districte de Bengala Occidental, creat formalment el 15 d'agost de 1947, quan una part del districte de Dinajpur, amb aquest nom, fou integrat al Pakistan i formà un dels districtes de Bengala Oriental (després Bangladesh el 1971), mentre le resta del districte va formar el nou districte de West Dinajpur a Bengala Occidental. El districte de West Dinajpur fou ampliat el 1956 amb alguns territoris abans a Bihar.
L'1 d'abril de 1992, el districte es va dividir en districte de North Dinajpur i districte de South Dinajpur.